# Dalsjöfors
Dalsjöfors ist ein Tätort in der Gemeinde Borås mit über 3600 Einwohnern (2015).

## Hintergrund
Dalsjöfors liegt zirka 13 Kilometer östlich der Stadt Borås an der Bahnstrecke zwischen Borås und Ulricehamn. Der Ort entwickelte sich insbesondere im Rahmen der 1897 von Henning, Martin und Herman Jansson gegründeten Textilfabrik. Diese fusionierte 1920 mit der Almedahls fabriks AB und war noch bis in die 1960er-Jahre der Hauptarbeitgeber im Ort.